# Ерма Филиппопольский
Е́рма, или Ерм (др.-греч. Ἐρμᾶς) — апостол от семидесяти. Упоминается в послании апостола Павла к Римлянам: «приветствуйте Асинкрита,… Ерма… и других с ними братьев» (Рим. 16:14).
Можно предполагать, на основании упоминания его имени в послании к Римлянам, что он принадлежал к христианской общине и, может быть, был один из выдающихся членов её, ввиду того, что апостол Павел называет его по имени и включает в число «братии».
Церковное предание считает Ерма епископом города Филиппы (по другим данным Филиппополя). В греческих Минеях сказано, что Ерм был епископом Филипп во Фракии. В житиях святых Дмитрия Ростовского сказано:
Сей Ерм в Филиппополе бысть епископ и многие во Христовом благовестии показа подвиги и труды, а ныне наслаждается покоя, во благих Господа своего
Церковная служба дополнительно не сообщает никаких исторических сведений о Ерме.
Память апостола Ерма совершается в Православной церкви 8 (21) марта, 5 (18) ноября, а также 4 (17) января в день Собора Апостолов от семидесяти; в Католической церкви — 9 мая.
С древности Ерме приписывают раннехристианскую книгу Пастырь Ермы.